# Nora Joyce
Nora Joyce z domu Barnacle (ur. w marcu 1884 w Connemara w irlandzkim hrabstwie Galway, zm. 10 kwietnia 1951 w Zurychu) – długoletnia konkubina, następnie żona Jamesa Joyce’a. Pierwowzór postaci Molly Bloom, z powieści Ulisses.

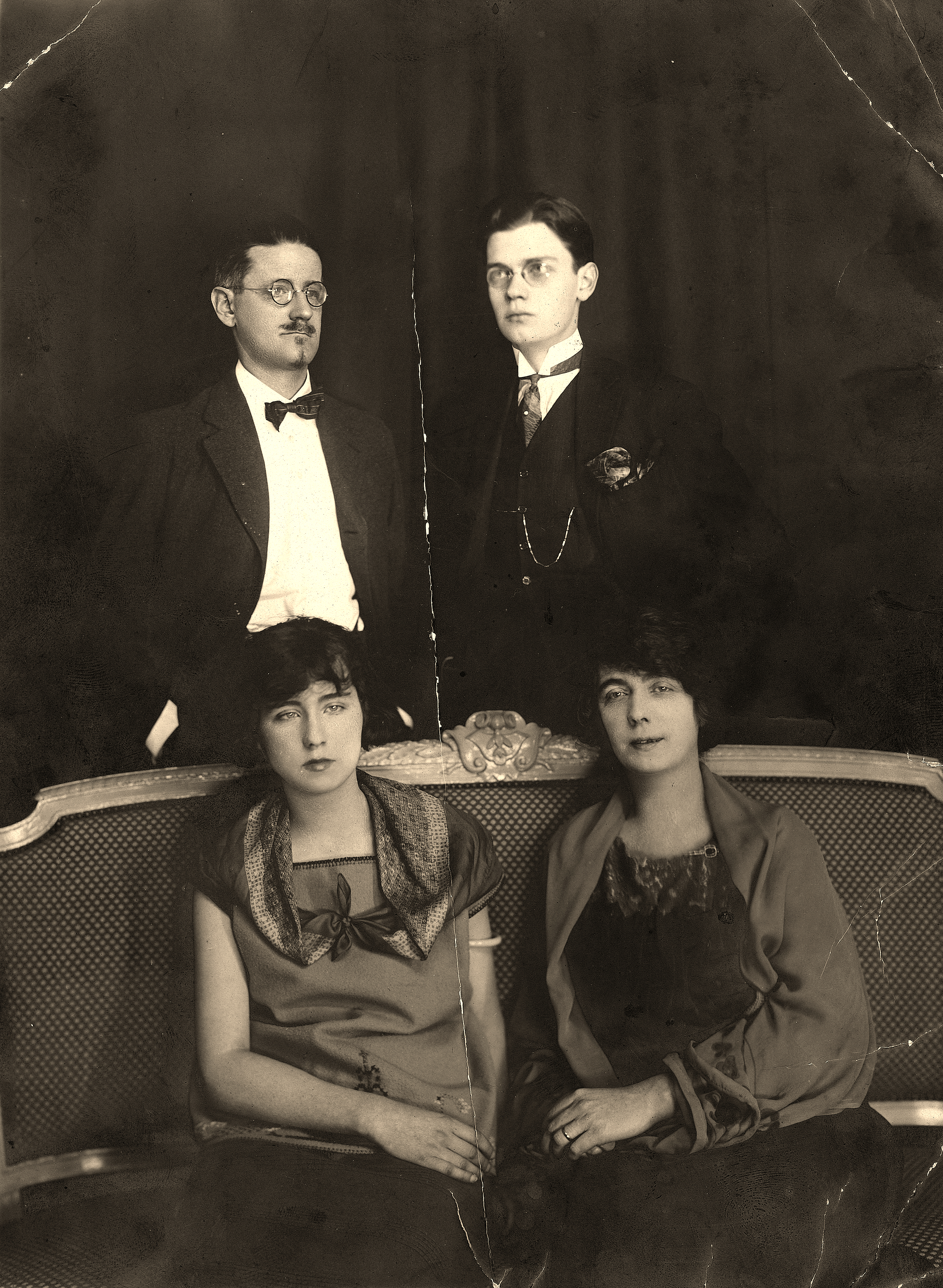
Zdjęcie rodzinne przedstawiające rodzinę Joyce'a; od lewego górnego rogu zgodnie z ruchem wskazówek zegara: James Joyce, Giorgio Joyce, Nora Barnacle, Lucia Joyce